# Щербаков, Сергей Васильевич (астроном)
Серге́й Васи́льевич Щербако́в (1859—1932) — один из организаторов первого в России астрономического общества, Нижегородского кружка любителей физики и астрономии.

## Биография
Родился 11 февраля 1859 года[по какому календарю?] в Балашихе Московской губернии. Окончив Ярославскую гимназию, в 1880 году поступил на математическое отделение физико-математического факультета Московского университета, где изучал астрономию у профессора Ф. А. Бредихина. Во время учёбы работал в магазине оптических инструментов Швабе на Кузнецком Мосту. В 1884 году блестяще защитил, получив золотую медаль, кандидатское сочинение «Равновесие и движение твёрдых материальных прямых» и получил назначение на место учителя физики и математики в Нижегородской гимназии.
В 1887 году участвовал в наблюдении полного солнечного затмения в Юрьевце после чего пришёл к мысли о создании в России астрономического общества — Нижегородский кружок любителей физики и астрономии был создан в 1888 году, а в 1891 году С. В. Щербаков стал его председателем правления. В 1895 году организовал издание первого в России астрономического ежегодника — «Русского астрономического календаря», который был отмечен серебряной медалью на Всемирной выставке в Париже 1900 года.
Им были проведены первые опыты по рентгенографии больных в Нижнем Новгороде (рентгеновские снимки демонстрировались на Всероссийской выставке 1896 года).
С 1899 года — член-корреспондент Русского Астрономического Общества, председатель оргкомитета первого Московского Съезда Физиков.
В 1900 году стал почётным членом Московского общества испытателей природы.
В 1900—1906 годах был директором Нижегородской гимназии; с 1 января 1905 года — действительный статский советник. С 1906 года — директор Калужской Николаевской гимназии, был председателем педагогического совета Калужской женской гимназии.
С. В. Щербаковым был написан учебник «Космография», выдержавшего 12 изданий. Он автор многих публикаций, в том числе: Исторический очерк развития учения о движении небесных тел. От Аристотеля до Ньютона (переиздание — Либроком, 2012. — ISBN 978-5-397-02549-2).
С 1928 года С. В. Щербаков получал персональную пенсию. Умер в Калуге 28 октября 1932 года.

## Память
- В 2021 году в первом корпусе Нижегородского государственного педагогического университета имени Козьмы Минина (Мининский университет) в рамках экспозиционно-выставочного пространства «Музей просвещения» был открыт Астрономический кабинет им. С. В. Щербакова[4]. Экспозиция посвящена жизни и деятельности прославленного астронома.
- 18 февраля 1992 года в честь С. В. Щербакова и его внучки Марианны назван астероид 3886 Shcherbakovia, открытый в 1981 году астрономом Н. С. Черных.